# Radon, Orne

Radon este o comună în departamentul Orne, Franța. În 1 ianuarie 2018 avea o populație de 1.037 de locuitori.